# غوتفريد جاغر
غوتفريد جاغر (بالألمانية: Gottfried Jäger)‏ هو مصور وأستاذ جامعي ألماني، ولد في 13 مايو 1937 في بورغ باي ماغدبورغ في ألمانيا.